# Nybelinella erikssoni
Nybelinella erikssoni är en fiskart som först beskrevs av Nybelin, 1957.  Nybelinella erikssoni ingår i släktet Nybelinella och familjen Aphyonidae. Inga underarter finns listade i Catalogue of Life.